# Buitinga lakilingo
Buitinga lakilingo là một loài nhện trong họ Pholcidae. Loài này được phát hiện ở Tanzania.